# Марта Мурру
Марта Мурру (італ. Marta Murru, 28 квітня 2000) — італійська артистична плавчиня.
Призерка Чемпіонату світу з водних видів спорту 2022 року.
Призерка Чемпіонату Європи з водних видів спорту 2018 року.